# Свята Мадагаскару
Святкові дні Мадагаскару.

## Державні свята
| Дата                 | Англійська назва      |
| -------------------- | --------------------- |
| 1 січня              | Новий Рік             |
| 29 березня           | День мучеників        |
| Березень або квітень | Великодній понеділок  |
| 1 травня             | День праці            |
| Травень або червень  | Вознесіння            |
| Травень або червень  | Духів День            |
| 26 червня            | День Незалежності     |
| 15 серпня            | Вознесіння Діви Марії |
| 1 листопада          | День усіх святих      |
| 25 грудня            | Різдво                |